# Orquesta Sinfónica de Gotemburgo

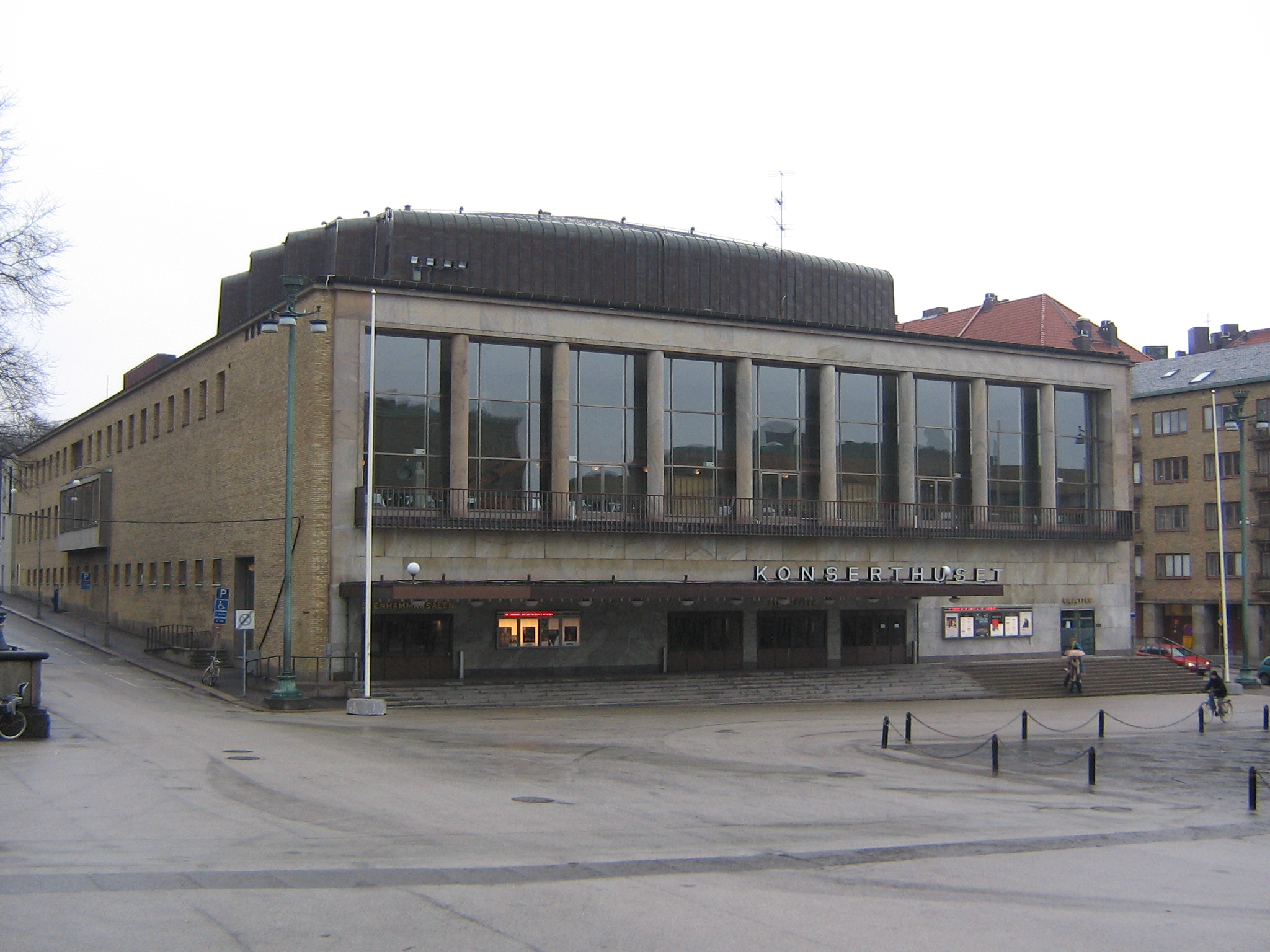
Sala de Conciertos de Gotemburgo, donde la orquesta reside.

La Orquesta Sinfónica de Gotemburgo u OSG (en sueco, Göteborgs Symfoniker) es una orquesta sinfónica con sede en Gotemburgo (Suecia). Fundada en 1905, se le concedió el título de "Orquesta Nacional de Suecia" en 1997. La OSG han realizado varias giras durante los últimos 10 o 15 años (ha actuado, entre otras ciudades, en Londres, Viena, Boston y Shanghái; consiguiendo gran éxito por parte del público y la crítica). 
Aunque la OSG interpreta un amplio repertorio, tiene una especial afinidad por las obras de compositores nórdicos del Romanticismo, tales como Jean Sibelius, Edvard Grieg, y Prokófiev. Durante los 22 años en los que Järvi fue director principal de la orquesta, la reputación de la OSG en la escena mundial fue aumentado considerablemente, consiguiendo el patrocinio de Volvo y un contrato de grabación con Deutsche Grammophon. En la actualidad es dirigida por el director finlandés Santtu-Matias Rouvali.
La OSG tiene su residencia en el Göteborgs Konserthus, construido en 1935 y reconocido por su gran calidad acústica. 

## Directores principales
- 1906-1922 Wilhelm Stenhammar
- 1922-1939 Tor Mann
- 1941-1953 Issay Dobrowen
- 1953-1960 Dean Dixon
- 1960-1967 Sten Frykberg
- 1967-1973 Sergiu Comissiona
- 1974-1976 Sixten Ehrling
- 1976-1979 Charles Dutoit
- 1982-2004 Neeme Järvi
- 2004-2007 Mario Venzago
- 2007-2012  Gustavo Dudamel
- Desde 2017 Santtu-Matias Rouvali